# Christian Krohg

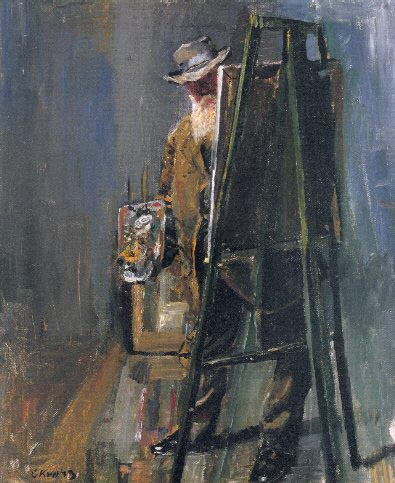
Selbstporträt, Öl auf Leinwand, 1912

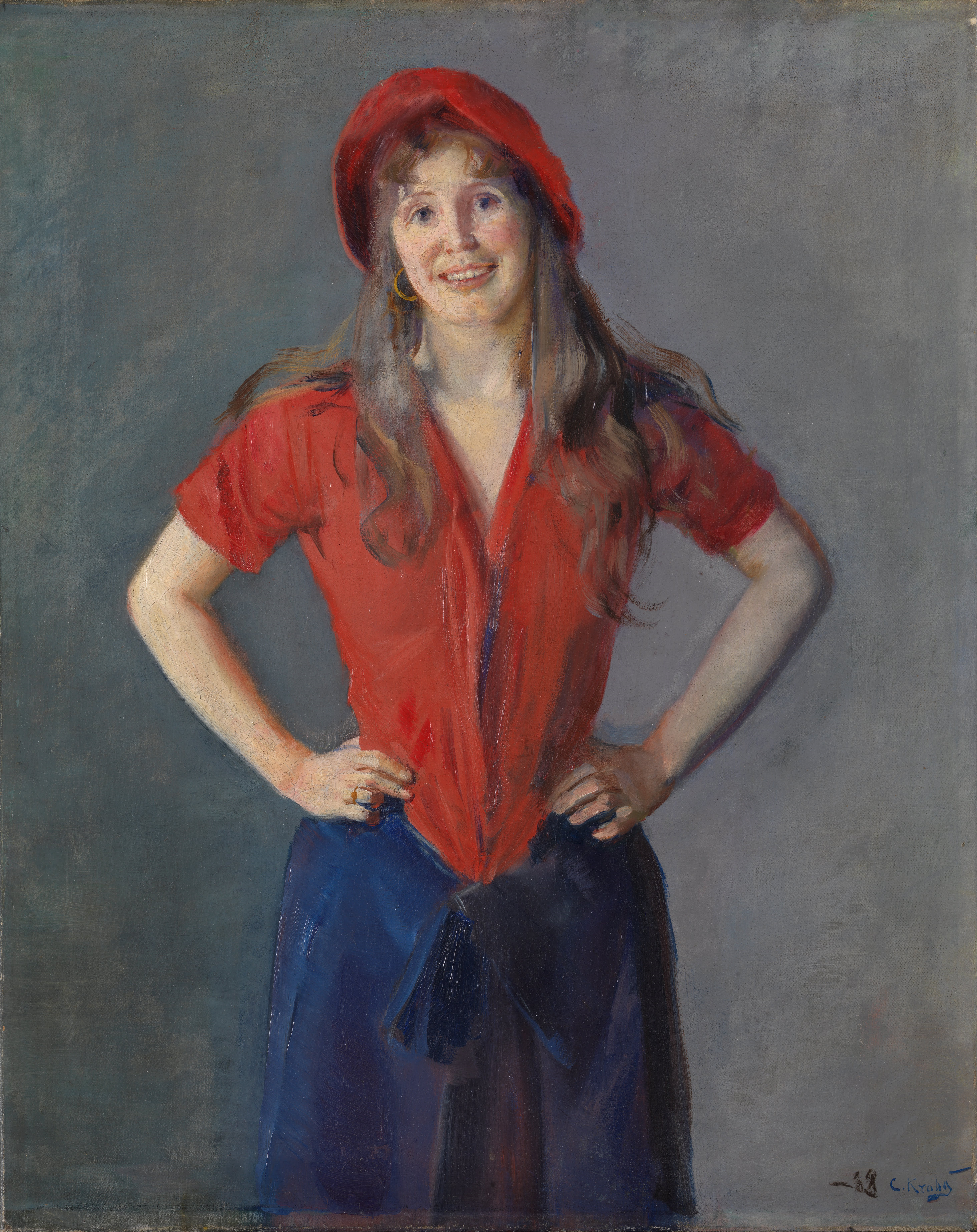
Porträt der Ehefrau Oda Krohg, 1888

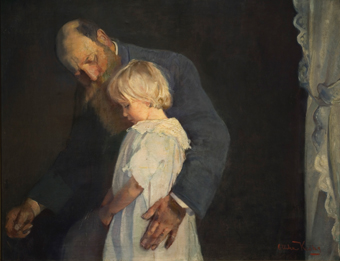
Stakkelse lille: Christian Krohg und Tochter Nana, 1891 gemalt von Oda Krohg

Christian Krohg (* 13. August 1852 in Vestre Aker bei Oslo; † 16. Oktober 1925 in Oslo) war ein norwegischer Genremaler, Autor und Journalist. Er war Mitglied der Künstlergemeinschaft der Skagen-Maler und übte einen erheblichen Einfluss auf die dänische Malerin Anna Ancher aus.

## Leben
Christian Krohg studierte auf Wunsch seines Vaters zunächst Jura, jedoch stieg sein Interesse für die Kunst durch seine Freundschaft mit Eilif Peterssen (1852–1928). 1874 ging er nach Deutschland und studierte Malerei, zunächst an der Großherzoglich Badischen Kunstschule in Karlsruhe bei Hans Fredrik Gude (1825–1903), wo er Max Klinger (1857–1920) kennenlernte, ab 1875 an der Berliner Akademie. 1879 besuchte er gemeinsam mit Frits Thaulow (1847–1906) das erste Mal Skagen.
Sein Gemälde Albertine i politilægens venteværelse, das in der Nationalgalerie in Oslo ausgestellt ist, zeigt eine Szene aus seinem Roman Albertine, der 1886 erschien und das Thema Prostitution behandelt. Das Buch löste bei Erscheinen einen Skandal aus und wurde zunächst beschlagnahmt.
Er reiste von 1881 bis 1882 nach Paris, wo er stark durch die Kunst von Édouard Manet (1832–1883) und der impressionistischen Bewegung beeinflusst wurde. Seine Begegnung mit der französischen Kunst lässt sich in einigen der späteren Werke aus seiner Zeit in Skagen erkennen, beispielsweise in dem Werk Trett (1885) und En mor flitter sin lille datters hår (1888), in welchem die Mutter und die Tochter dem Betrachter in ungewöhnlicher Weise den Rücken zugekehrt haben. Seine deutlich hellere Farbpalette, die breiten Pinselstriche sowie die kontrastierenden Blau-, Rot- und Grüntöne geben dem Bild eine tiefere Texturebene. 
Nach seiner Rückkehr nach Christiania, dem heutigen Oslo, gründete er mit Eric Werenskiold eine vom offiziellen Kunstbetrieb unabhängige Künstlergruppe. Der Einfluss von Jules Bastien-Lepage und Gustave Caillebotte wirkten auf sein Werk nach. Von 1890 bis 1910 arbeitete Krohg als Journalist bei der Tageszeitung Verdens Gang. Zudem betätigte er sich als Herausgeber der Kunstzeitschrift Impressionisten. Von 1909 bis 1925 war er Professor an der Staatlichen Kunstakademie, deren Direktor er zudem war.
Krohg heiratete im Oktober 1888 die Malerin Oda Lasson (1860–1935), die auch seine Schülerin war. Aus der Ehe gingen zwei Kinder hervor: Die Tochter Nana (1885–1974) und der Sohn Per (1889–1965), der sich ebenfalls der Malerei zuwandte.

## Galerie

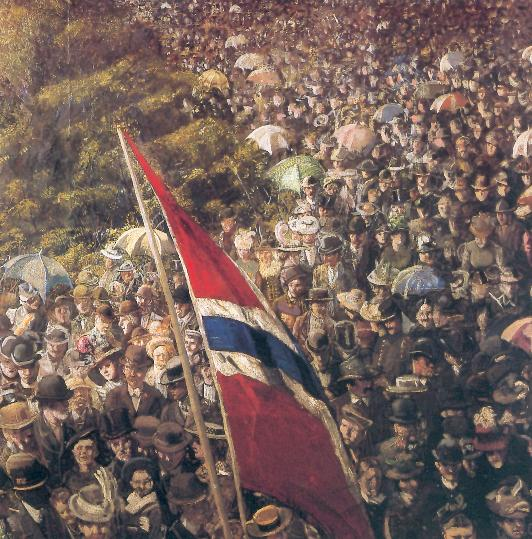
17. Mai 1893
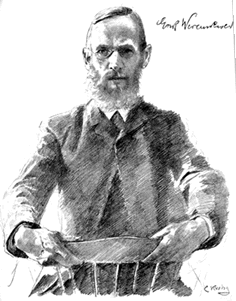
Porträt des Malers Erik Werenskiold
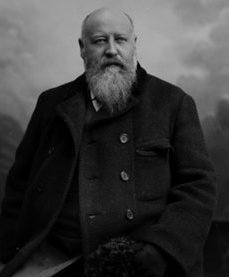
Christian Krohg, fotografiert von Martin Finborud (1861–1930)